# Zdeněk Měřínský
Zdeněk Měřínský (16. ledna 1948 Jihlava – 9. září 2016 Panská Lhota) byl český archeolog a historik. Zaměřoval se na archeologii středověku, medievistiku, české a rakouské středověké dějiny, kastelologii, vývoj osídlení, historickou vlastivědu a topografii.

## Kariéra
V letech 1967–1972 studoval na katedře prehistorie Filozofické fakulty Jana Evangelisty Purkyně v Brně, obor etnografie – prehistorie. Jeho diplomová práce nesla název Zaniklé osady na panství kláštera v Oslavanech. V roce 1975 získal titul PhDr., v roce 1988 CSc., 1996 se stal docentem, v roce 2001 byl jmenován profesorem.
V letech 1972–197 pracoval jako asistent na Katedře prehistorie FF UJEP v Brně, od roku 1974 do roku 1989 jako vědecký pracovník Archeologického ústavu Akademie věd České republiky v Brně (odborný pracovník do roku 1988). V období 1989–1992 byl vedoucím historicko-archeologického oddělení Moravského zemského muzea v Brně. Jako vědecký pracovník Archeologického ústavu zde působil v letech 1991–1992. Kromě toho byl v letech 1992–1995 odborným asistentem Historického ústavu Filozofické fakulty Masarykovy univerzity.
Od roku 1995 pracoval v Ústavu archeologie a muzeologie FF MU v Brně (odborný asistent, docent od 1996, vedoucí ústavu od 4. ledna 1999).

## Výzkumy
- Žabčice-Koválov (1975)
- Velké Bílovice (1976)
- Dolní Věstonice (1976–1978)
- Strachotín (1978–1987)
- Morkůvky (1984)
- Jihlava (1990–1991)
- hrad Bítov (1991–1993)
- systematický výzkum hradu Rokštejna na Jihlavsku od roku 1981 (probíhá dodnes)